# Misumenoides quetzaltocatl
Misumenoides quetzaltocatl är en spindelart som beskrevs av Jiménez 1992. Misumenoides quetzaltocatl ingår i släktet Misumenoides och familjen krabbspindlar. Inga underarter finns listade i Catalogue of Life.